# Talbot Hamlin
Talbot Faulkner Hamlin (ur. 16 czerwca 1889 w Nowym Jorku, zm. 7 października 1956 w Beaufort w Karolinie Południowej) – amerykański architekt i pisarz, laureat Nagrody Pulitzera.
Był drugim z czworga dzieci Alfreda Dwighta Fostera Hamlina (1855-1926), który był wykładowcą architektury na Columbia University. Ukończył Amherst College, uzyskując w 1910 bakalaureat z języków klasycznych i angielskiego. W tym samym roku zapisał się do School of Architecture na Columbia University. Dyplom z architektury uzyskał w 1914. Jako pisarz wydał między innymi Greek Revival Architecture in America (1944) i Benjamin Henry Latrobe (1955). Za tę ostatnią książkę otrzymał Nagrodę Pulitzera w dziedzinie biografii i autobiografii.